# Panorama (Гібралтар)
Panorama — щоденна газета, що виходить у Гібралтарі.

## Історія
Газета була заснована в грудні 1975 року журналістом Джо Ґарсія, який відтоді є її редактором. Спочатку газета виходила як щотижневик, а з 2002 року стала щоденним виданням. Це була перша газета Гібралтару, яка створила онлайн-видання в 1997 році. З моменту свого заснування газета була рішучим захисником свободи преси та вірить у важливість публікації поглядів усіх верств гібралтарського суспільства. Її редактор Джо Ґарсія був першим гібралтарським журналістом, який отримав нагороду в Королівському почесному списку за свої заслуги в журналістиці в Гібралтарі та за кордоном. Він багато писав про Гібралтар у закордонних виданнях, таких як лондонська Financial Times (протягом 25 років) і провідна іспанська щоденна газета El Pais (протягом 10 років).